# Sabahudin Kurt
Sabahudin Kurt (Sarajevo, 18. srpnja 1935. – 30. ožujka 2018.), bosanskohercegovački pjevač. 
Prvi je pjevač s prostora današnje BiH koji je predstavljao Jugoslaviju na Euroviziji 1964. godine s pjesmom Život je sklopio krug, te je osvojio 13. mjesto. Otac je sarajevskog glumca Almira Kurta.